# JTBC 시트콤
JTBC 시트콤은 2011년 12월 5일부터 2013년 9월 9일까지 대한민국의 종합편성채널인 JTBC를 통해 매주 월요일과 화요일 밤 8시 5분에 방송한 텔레비전 드라마이다.

## 작품 리스트

### 일일 시트콤
- 《청담동 살아요》 : 2011년 12월 5일 ~ 2012년 8월 3일

### 월화 시트콤
- 《시트콩 로얄빌라》 : 2013년 7월 15일 ~ 2013년 9월 9일

## 같이 보기
- 한국방송공사 시트콤
- 문화방송 시트콤
- SBS 시트콤
- MBN 시트콤
- tvN 일일시트콤